# 陳光明 (清朝)
陳光明，字闓屢，號朗宣，四川省重慶府江津縣人，清朝政治人物、同進士出身。

## 生平
光緒六年（1880年），参加庚辰科殿試，登進士三甲第43名。同年五月，改翰林院庶吉士。